# Адріана Фонсека
Адріана Фонсека Кастелльянос (ісп. Adriana Fonseca; нар. 16 березня 1979, Веракрус, Мексика) — мексиканська акторка і модель. Найбільш відома головною роллю в серіалі «Хоробре серце» (2012).

## Біографія
Адріана Фонсека Кастелльянос народилася 16 березня 1979 року в місті Веракрус, Мексика. Батько — Уго Фонсека, мати — Гілерміна Кастелльянос. У неї також є молодші брат і сестра.
9 жовтня 2012 року одружилася з менеджером Ікером Кальдероном.

## Кар'єра
Акторську кар'єру почала з участі в мексиканському телевізійному шоу. У 16 років вступила в театральне училище Centro de Education Artistica. Потім знялася в кількох серіалах, серед яких «Богиня любові» («Gotita de amor»), «Precioca», «Mujer Bonita».
У 1997 році вона перемогла в мексиканському конкурсі краси «El Rostro del Heraldo» («Обличчя Херальдо»), заснованому газетою «Heraldo». У 1998 році запрошена в мексиканську теленовелу «Узурпаторка» («La Usurpadora»). У 1999 році акторка остаточно зміцнює свої позиції, зігравши в мильній опері «Росалінда» («Rosalinda») роль сестри Розалінди — Люсі.
У 2000 році грала у 115-серійній новелі «Друзі навіки» («Amigos X Siempre»), а також у виставі «Mama nos guita los nobios». У 2001 році її кар'єра продовжилася участю в серіалі «Спробуй забути мене» («Atrevete a Olvidarme»). З 2003 по 2004 рік знімалася в серіалі «Нічна Маріана» («Mariana de la Noche»), в 2005 році — «Наперекір долі» («Contra Viento y Marea»). У 2007 році зіграла в американо-мексиканському проєкті «Хочу бути з тобою» («Quiero Contigo»). З 2012 по 2013 рік виконувала головну роль у серіалі «Хоробре серце».

## Фільмографія

### Фільм
| Рік  | Українська назва | Оригінальна назва                | Роль             |
| ---- | ---------------- | -------------------------------- | ---------------- |
| 2003 |                  | La tregua                        | Laura Avellaneda |
| 2004 |                  | Por mujeres como tú              |                  |
| 2004 |                  | 7 mujeres, 1 homosexual y Carlos | Camila           |
| 2012 |                  | Por tú culpa                     | Sara             |
| 2014 |                  | FriendZone                       | Emma             |
| 2017 |                  | Escape From Ensenada             | Manuela          |

### Телебачення
| Рік       | Українська назва           | Оригінальна назва             | Роль                        |
| --------- | -------------------------- | ----------------------------- | --------------------------- |
| 1997      |                            | Pueblo chico, infierno grande | Jovita                      |
| 1998      | Узурпаторка                | La usurpadora                 | Verónica Soriano            |
| 1998      |                            | Más allá de la usurpadora     | Verónica Soriano            |
| 1998      |                            | Preciosa                      | Vanessa                     |
| 1998      |                            | Gotita de amor                | Paulina                     |
| 1999      | Росалінда                  | Rosalinda                     | Lucía Pérez Romero          |
| 2000      |                            | Amigos x siempre              | Melissa Escobar             |
| 2001      |                            | Mujer bonita                  | Charito                     |
| 2001      |                            | Atrévete a olvidarme          | Andrea Rosales «La Guapa»   |
| 2003-2004 |                            | Mariana de la noche           | Caridad «Chachi» Montenegro |
| 2005      |                            | Contra viento y marea         | Sandra Serrano Rudell       |
| 2005      |                            | Bailando por un sueño         | Herself                     |
| 2007      |                            | Bajo las riendas del amor     | Montserrat Linares          |
| 2009      |                            | Mujeres asesinas              | Cecilia                     |
| 2010      |                            | Tú decides                    |                             |
| 2012      | Хоробре серце              | Corazón valiente              | Ángela Valdez               |
| 2021      | Мені пощастило кохати тебе | Mi fortuna es amarte          | Lucía Nieto Paz             |

## Нагороди та номінації
| Рік  | Нагорода          | Категорія                      | Робота        | Результат |
| ---- | ----------------- | ------------------------------ | ------------- | --------- |
| 2004 | TVyNovelas        | Найкраща акторка другого плану | Нічна Маріана | Номінація |
| 2012 | People en Español | Найкраща акторка               | Хоробре серце | Номінація |